# I guerrieri dell'anno 2072
I guerrieri dell'anno 2072 è un film del 1984 diretto da Lucio Fulci. È una storia di fantascienza ambientata in un prossimo futuro distopico con elementi del filone italiano del peplum.

## Trama
Anno 2072. Le reti televisive per fare audience propongono programmi basati esclusivamente sulla violenza. Fra queste c'è la Seven Seas che trasmette combattimenti fra motociclisti, in cui il campione è Drake.
Sam, il capo dell'emittente televisiva Wbasic, per recuperare audience decide di indire un torneo di combattimento in moto a cui parteciperanno dei condannati a morte che riceveranno, in caso di vittoria, la grazia. Il torneo verrà organizzato con l'aiuto del super computer Junior che, per aver un maggior riscontro mediatico, suggerisce di far partecipare Drake al torneo.
Intanto Susan, moglie di Drake, viene assassinata e lo stesso campione viene incarcerato con l'accusa di essersi fatto vendetta uccidendo gli assassini di Susan. Drake viene portato nel luogo dove si allenerà con gli altri gladiatori dove incontra Monk, che adesso lavora come meccanico nel programma della Wbasic.
I gladiatori vengono istigati a combattere e uccidere delle proiezioni virtuali. Drake però si rifiuta perché sostiene di non aver mai ucciso nessuno. Drake conosce Sarah Newman, una scienziata che lavora per la Wbasic e che misura gli impulsi aggressivi dei partecipanti tramite dei raggi laser.
Quando Drake torna nella sua stanza trova gli altri gladiatori che iniziano a provocarlo e a picchiarlo. Traven interviene con i suoi uomini; Drake tenta la fuga ma viene fermato. Traven decide di uccidere uno dei gladiatori ma Drake lo ferma minacciando di uccidersi e così di rovinare la riuscita dello show.
Sarah incontra Drake per dirgli di come è stato incastrato. Dalle immagini che ha registrato dal suo subconscio durante il loro primo incontro si vedono delle guardie che uccidono gli assassini della moglie di Drake. Sarah spiega a Cortez, uno dei dirigenti della Wbasic, di come Drake sia stato incastrato e di come il computer Junior abbia bloccato tutti i file relativi allo stesso Drake. Il colloquio viene interrotto da Sam che rimprovera Sarah per la sua curiosità. Mentre Sarah esce dalla stanza, Cortez dice a Sybil, altra dirigente della rete televisiva, di tenerla d'occhio.
Monk dà un microprocessore a Drake che lo può aiutare nella fuga. Nell'impresa viene accompagnato da Abdul, Kirk e Akira, tre gladiatori. Ma il piano non funziona e i quattro vengono scoperti e puniti.
Sarah sospetta Junior di aver organizzato l'omicidio della moglie di Drake e decide di andare a cercare il suo creatore, il prof. Toman. Il professore afferma che Junior è stato programmato senza malvagità e che quindi sarebbe impossibile per lui organizzare un omicidio; tuttavia i sospetti di Sarah impensieriscono Toman che decide di darle una chiave d'accesso per Junior e anche i piani di distruzione del computer. Mentre è alla ricerca dei piani Toman viene ucciso da mano ignota. Sarah accorre e mentre cerca di fuggire trova anche il cadavere di Sybil. Alla fine Sarah viene soccorsa da Monk che la riporta agli studi televisivi.
Intanto la battaglia ha inizio: i 20 gladiatori partecipanti si affrontano senza esclusioni di colpi. Lo show viene però fermato dall'ingresso in campo di Sarah che avvisa Drake e i rimanenti gladiatori del piano di Cortez. Drake guida i gladiatori ad una rivolta: uccidono Traven e raggiungono Cortez, che si dichiara estraneo al piano di far uccidere il vincitore. Drake e gli altri non gli credono e lo uccidono.
Alla fine si scopre che Sam non era altro che una proiezione bionica di Junior; questi, corrotto dall'animo umano vuole conquistare il mondo tramite il potere della televisione. Drake e gli altri entrano nella sala di comando di Junior e trovano Monk controllato da Junior. Uccidono Monk e grazie al processore nel suo occhio bionico riescono a trovare il supporto su cui è impressa la formula per disattivare Junior e distruggono il computer.

## Produzione
I guerrieri dell'anno 2072 è parte di un ciclo di film distopici di fantascienza ispirati dalla popolarità di pellicole quali Interceptor di George Miller e 1997: Fuga da New York di John Carpenter. Dopo l'uscita di questo film, sono stati prodotti altri lavori italiani dello stesso filone come 1990 - I guerrieri del Bronx e I nuovi barbari di Enzo G. Castellari, I predatori di Atlantide di Ruggero Deodato e Rats - Notte di terrore di Bruno Mattei.
La storia del film è stata ideata dalla coppia marito e moglie Dardano Sacchetti ed Elisa Briganti. Il regista Lucio Fulci sentiva che la sceneggiatura di Sacchetti era forte e non gradiva i suggerimenti dei produttori, che chiedevano di aggiungere dei grattacieli alle scene in cui Fulci aveva immaginato una Roma futuristica coperta da gigantesche cupole di plexiglas. La produzione era originariamente parte di un accordo per due film, che includeva il seguente progetto di Fulci Blastfighter. Sacchetti ha spiegato che Fulci aveva litigato con la produzione ed era stato portato in tribunale. Il titolo del film venne venduto, ma non erano più in grado di utilizzare la sceneggiatura di partenza, così fu prodotto un film col titolo Blastfighter (diretto da Lamberto Bava) ma con una storia completamente diversa.
La sceneggiatura completa de I guerrieri dell'anno 2072 fu rimaneggiata da Cesare Frugoni e lo stesso Fulci. Il film avrebbe segnato l'ultima collaborazione tra Sacchetti e Fulci, il quale affermò di aver rubato la sua idea a un film intitolato Evil Comes Back. Sacchetti smentì queste accuse, dichiarando che Fulci era originariamente eccitato per le sue bozze e le aveva fatte leggere a un produttore che gli aveva commissionato una sceneggiatura. Il film sarà successivamente realizzato da Lamberto Bava col titolo Per sempre.

## Distribuzione
Il film è uscito nelle sale italiane il 28 gennaio 1984. È stato distribuito anche coi titoli Fighting Centurions, Rome 2072 A.D.: The New Gladiators o più semplicemente The New Gladiators.

## Accoglienza

### Critica
(Fantafilm)